# EuroBrun
EuroBrun was een Italiaans-Zwitsers Formule 1-team dat deelnam aan het kampioenschap tussen 1988 en 1990. Het team werd gevormd door een samenwerking tussen Giampaolo Pavanello, eigenaar van Euroracing en die midden de jaren tachtig een tijd het Alfa Romeo Formule 1 team had geleid en Walter Brun, eigenaar van Brun Motorsport.

## Actieve jaren
Het team debuteerde in de Formule 1 in 1988 met rijders Oscar Larrauri en Stefano Modena. Beide rijders konden gezamenlijk zeven keer een grand prix uitrijden maar haalden geen enkel punt. In 1989 kwam er maar één wagen aan de start. Gregor Foitek nam de eerste elf races van het seizoen voor zijn rekening maar kon zich geen enkele keer prekwalificeren. Oscar Larrauri werkte de vijf laatste grands prix af maar ook hij raakte geen enkele keer voorbij de prekwalificatie. De Nederlander Wiet Huidekoper heeft enkele maanden als race-engineer voor het team gewerkt om de sterk verouderde Eurobrun 188 te helpen ontwikkelen gedurende het begin van het Grand Prix seizoen 1989 zolang de nieuwe door Engelsman George Ryton ontworpen Eurobrun 189 nog niet klaar was.
Ondanks de slechte resultaten besloot het team in 1990 nogmaals deel te nemen. Twee nieuwe rijders werden binnengehaald. Roberto Moreno kon zich kwalificeren voor de Grand Prix van de Verenigde Staten en finishte op de dertiende plaats op vijf ronden van de winnaar. Hij kon zich eveneens kwalificeren voor de Grand Prix van San Marino maar moest de race staken met mechanisch pech. Hij werd tevens gedikwalificeerd in Mexico. Verder kon hij zich niet prekwalificeren voor de andere races, net zoals zijn teamgenoot Claudio Langes, die geen enkele keer aan de start stond.
Na de laatste Europese grand prix besloot het team om ermee op te houden en niet meer af te reizen naar Japan en Australië om de tweede laatste grands prix van 1990 af te werken en verdween het team uit de Formule 1.